# 沃倫 (麻薩諸塞州普查規定居民點)
沃倫（英語：Warren）是位於美國麻薩諸塞州烏斯特縣的一個普查規定居民點。

## 人口
根據2020年美國人口普查的數據，沃倫的面積為3.36平方千米，當中陸地面積為3.33平方千米，而水域面積為0.03平方千米。當地共有人口1333人，而人口密度為每平方千米396.73人。